# Solidworks
A SolidWorks gépészeti tervezést automatizáló szoftver egy olyan alakzat alapú parametrikus testmodellező eszköz, mely kihasználja a Windows könnyen kezelhető grafikus felhasználói felületének előnyeit. Teljesen asszociatív 3D testmodelleket alkothatunk kötöttségekkel vagy anélkül, a tervezési szándék automatikus vagy felhasználó által megadott kapcsolataival. A SolidWorks program fejlesztését jelenleg a Dassault Systèmes, S. A. (Vélizy, France) végzi.

## Történelem
A SolidWorks Corporation-t 1993-ban Jon Hirschtick alapította a központtal együtt Concord, Massachusetts-ben, és forgalomba hozta az első termékét, a SolidWorks 95-öt 1995-ben. 1997-ben a Dassault Systèmes (legtöbben a CATIA CAD szoftveréről ismerik) bekebelezte a céget, és jelenleg 100%-os a részesedése. A SolidWorks jelenlegi vezetője Jeff Ray.

## Verziók
A SolidWorks CAD szoftver 3 kereskedelmi, és 3 oktatási verzióban érhető el.
Kereskedelmi termékek
• SolidWorks Standard
• SolidWorks Professional
• SolidWorks Premium
SolidWorks
A SolidWorks alapcsomagja tartalmazza a 3D-s tervezéshez, összeállítás, rajz, lemezalkatrész, hegesztett szerkezet, és szabad felületek készítéséhez szükséges eszközöket. Számos más 2D-s és 3D-s program fájlformátumát be tudja olvasni.
SolidWorks Professional
SolidWorks Professional tartalmazza a SolidWorks alapcsomagját, és számos extra programot, többek között Animator, eDrawings Professional, Design Checker, Enterprise PDM, PhotoWorks és 3D Instant Website.
SolidWorks Premium
A SolidWorks Premium csomag tartalmazza a SolidWorks alapcsomagját, és a Professional extrákat, ezen felül a következőket:
• SolidWorks Simulation (Véges Elemes Analízis)
• SolidWorks Motion (Mozgás Szimuláció)
• Routing (Csőhálózat tervezés, és Kábelkorbács tervezés)
• ScanTo3D (Scannelt adat átfordítása 3D-s modellé)
• TolAnalyst (GD&T Tűrés analizáló eszköz)
• CircuitWorks (egy kétirányú IDF és PADS fájl interfész)
Oktatási Termékek
• SolidWorks Diák Tervezési Csomag
• SolidWorks Oktatási Verzió
• SolidWorks Diák Verzió
SolidWorks Diák Tervezési Csomag
A SolidWorks Diák Tervezési Csomag egy limitált határidős próba verziója a SolidWorks Oktatási Verzióknak. Ez nem tartalmaz minden funkciót, amit a licenc verzió tartalmaz.
SolidWorks Oktatási Verzió
A SolidWorks Oktatási Verzió, a SolidWorks licenccel rendelkező verziója az iskoláknak, főiskoláknak, és egyetemeknek. Az oktatási verzió mindig egy évvel lemarad az ipari verzió mögött.
SolidWorks Diák Verzió
A SolidWorks Diák Verzió egyéni diák használatra lett tervezve az iskolán kívülre. Minden olyan műveletet tartalmaz, amit az oktatási verzió tartalmaz.
Előfizetési Szolgáltatások
A SolidWorkshöz a beszerzési árán felül, lehetőségünk van egyéves előfizetést is vásárolni, ezt nevezzük „frissítésnek” . Ezzel a szolgáltatással járnak a frissítési csomagok (service pack), új verziók, átfogó forródrótos támogatás, hozzáférés a vevői web oldalakhoz, amely hasznos információkat tartalmaz, egy online tudás bázis, hozzáférés a fejlesztési javaslatokhoz, és a SolidWorks felhasználói fórum.

## Verziótörténelem
Múltbeli Verziók
• SolidWorks 95
• SolidWorks 96
• SolidWorks 97
• SolidWorks 97 Plus
• SolidWorks 98
• SolidWorks 98 Plus
• SolidWorks 99
• SolidWorks 2000
• SolidWorks 2001
• SolidWorks 2001 Plus
• SolidWorks 2003
• SolidWorks 2004
• SolidWorks 2005
• SolidWorks 2006 (Windows x86-64 támogatás SP 4.0 verziótól)
• SolidWorks 2007 ( Beta verzió Vista-hoz limitált támogatással)
• SolidWorks 2008: Teljes támogatást tartalmaz Vista x86-hoz. Megjelenési dátuma 2007 október, az SP 3.1 már tartalmazta a teljes Vista x64 támogatást
• SolidWorks 2009
• SolidWorks 2010
• SolidWorks 2011
• SolidWorks 2012
• SolidWorks 2013
• SolidWorks 2014
• SolidWorks 2015
• SolidWorks 2016
• SolidWorks 2017
Jelenlegi Verzió:
• SolidWorks 2021 
A SolidWorks támogatja a harmadik félhez tartozó modulok problémamentes integrációját. Ezek közül a modulok közül néhány kicsi és olyan műveletet (feature-t) mutat be, mint például egy különleges alakú lyuk kialakítása, míg mások saját magukban is teljes Computer Aided Manufacture (számítógéppel támogatott gyártás) termékek, melyek kényelmes grafikus platformként használják a SolidWorksöt.
Ezek a termékek a SolidWorks vállalattal a partnerstátusz különböző szintjeit kérelmezhetik, hogy kihasználják az előnyt, hogy a már meglévő SolidWorks eladói csatornán keresztül legyenek terjesztve. Nézze meg a Partner Termékeket 

## SOLIDWORKS Products for Windows
|                            | SOLIDWORKS 2017 (EDU 2017-2018) | SOLIDWORKS 2018 (EDU 2018-2019) | SOLIDWORKS 2019 (EDU 2019-2020) |
| Operating Systems          | | | |
| Windows 10, 64-bit         | | | |
| Windows 8.1, 64-bit        | | | |
| Windows 7 SP1, 64-bit      | | | (End of life: SW2020 SP5) |
| Virtual environments       | Supported virtual environments | Supported virtual environments | Supported virtual environments |
| Hardware                   | | | |
| Processor                  | 3.3 GHz or higher | 3.3 GHz or higher | 3.3 GHz or higher |
| RAM                        | 16 GB or more PDM Contributor or Viewer: 8 GB or more PDM Web Client or Web Server: 8 GB or more ECC RAM recommended                                                      | 16 GB or more PDM Contributor or Viewer: 8 GB or more PDM Web Client or Web Server: 8 GB or more ECC RAM recommended                                                      | 16 GB or more PDM Contributor or Viewer: 8 GB or more PDM Web Client or Web Server: 8 GB or more ECC RAM recommended                                                      |
| Graphics Card              | Certified cards and drivers | Certified cards and drivers | Certified cards and drivers |
| Drives                     | SSD drives recommended for optimal performance | SSD drives recommended for optimal performance | SSD drives recommended for optimal performance |
| Disk Space                 | PDM Contributor or Viewer: 10 GB or more PDM Web Client or Web Server: 5 GB or more PDM Archive Server or Database Server: 50 GB or more SOLIDWORKS Manage: 10 GB or more | PDM Contributor or Viewer: 10 GB or more PDM Web Client or Web Server: 5 GB or more PDM Archive Server or Database Server: 50 GB or more SOLIDWORKS Manage: 10 GB or more | PDM Contributor or Viewer: 10 GB or more PDM Web Client or Web Server: 5 GB or more PDM Archive Server or Database Server: 50 GB or more SOLIDWORKS Manage: 10 GB or more |
| Software                   | | | |
| Microsoft Excel and Word   | 2010, 2013, 2016 | 2010, 2013, 2016 | 2013, 2016 |
| Browsers (PDM Web2 Client) | Microsoft Internet Explorer, Microsoft Edge, Google Chrome, Mozilla Firefox, Apple Safari                                                                                 | Microsoft Internet Explorer, Microsoft Edge, Google Chrome, Mozilla Firefox, Apple Safari                                                                                 | Microsoft Internet Explorer, Microsoft Edge, Google Chrome, Mozilla Firefox, Apple Safari                                                                                 |
| Antivirus                  | Antivirus products | Antivirus products | Antivirus products |

PC: Intel Core2 Duo, 1,8 GHz, 8 GB RAM, 40 GB HD, Windows 7 és Microsoft Internet Explorer 6 SP2-vel. A támogatott videókártya témája ezen a cikken túlnyúlik.